# Odynerus boreooccidentalis
Odynerus boreooccidentalis är en stekelart som beskrevs av Joseph Charles Bequaert 1937.
Odynerus boreooccidentalis ingår i släktet lergetingar och familjen Eumenidae. Inga underarter finns listade i Catalogue of Life.